# Panamarenko

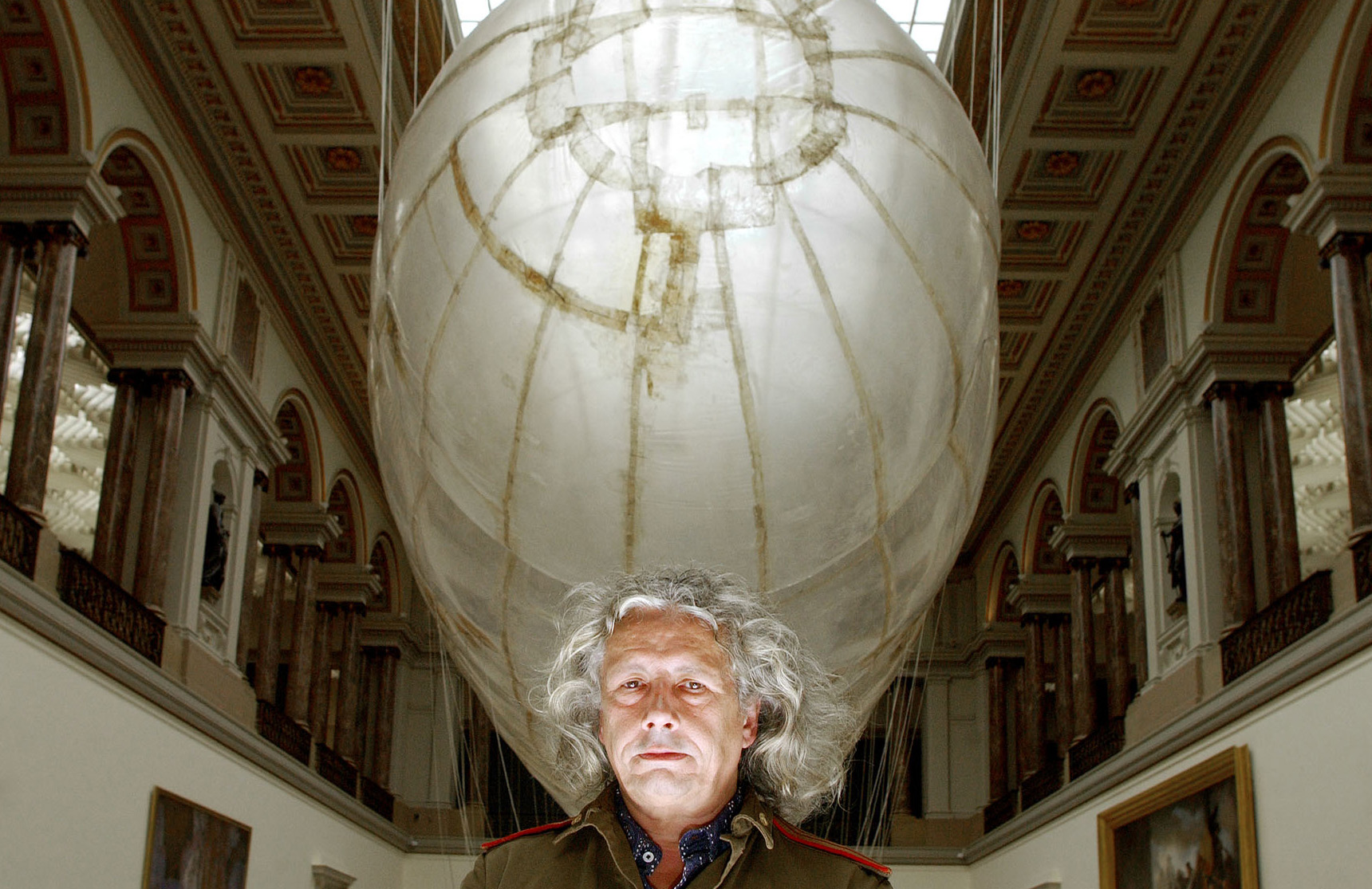
Panamarenko avec, à l'arrière-plan, son Aeromodeller (2005).

Panamarenko (nom d'artiste d'Henri Van Herwegen), né le 5 février 1940 à Anvers et mort le 14 décembre 2019, est un artiste — peintre, sculpteur, assembleur — et inventeur belge.

## Biographie
Henri Van Herwegen est né dans une famille de réparateur de bateaux. En 2003, Panamarenko a épousé Eveline Hoorens.
Il fait des études à l'Académie des beaux-arts d'Anvers. Selon le dictionnaire Larousse, son pseudonyme ferait référence à l'abréviation de Pan American Airlines and Company. Selon d'autres sources, ce serait le nom du général russe Panteleimon Ponomarenko (Panamarenko en biélorusse), entendu à la radio par hasard en 1966.
Au début de sa carrière, il donne principalement dans le pop art.
Il participe à des happenings et expose à partir de 1966 dans la galerie Wide White Space tenue par Anny De Decker, avec Marcel Broodthaers, Joseph Beuys, Christo, Carl Andre, Lawrence Weiner.
Il voue une passion extrême à l'aérotechnique. Il a construit son premier avion en 1967. La plupart de ses œuvres, même les plus fantasques, sont ancrées dans l'univers céleste et le mythe d'Icare. La question de savoir si ses créations peuvent réellement voler fait partie de leur attrait et de leur part de mystère. Parmi les artistes qui l'ont inspiré, on peut citer Marcel Broodthaers et Joseph Beuys, Bruce Nauman et Pablo Picasso.
Panamarenko a réussi à développer une véritable poétique sur les mécaniques de vol.
Pour le public belge, il est l'image du Géo Trouvetou, la tête toujours dans les nuages, avec diverses productions à la fois drôles, poétiques mais aussi réalisables. C'est l'alliance de la science et du plaisir.
Une grande rétrospective de Panamarenko a eu lieu fin 2005-début 2006 aux musées royaux des Beaux-Arts de Belgique à Bruxelles. La reine Paola, accompagnée d'un de ses petits-fils, le prince Joachim, a visité l'exposition. L'artiste a déclaré vouloir mettre un terme à sa carrière en 2005.

Plusieurs de ses œuvres ont été exposées à Paris et dans des villes environnantes, du 19 au 22 novembre 2009.

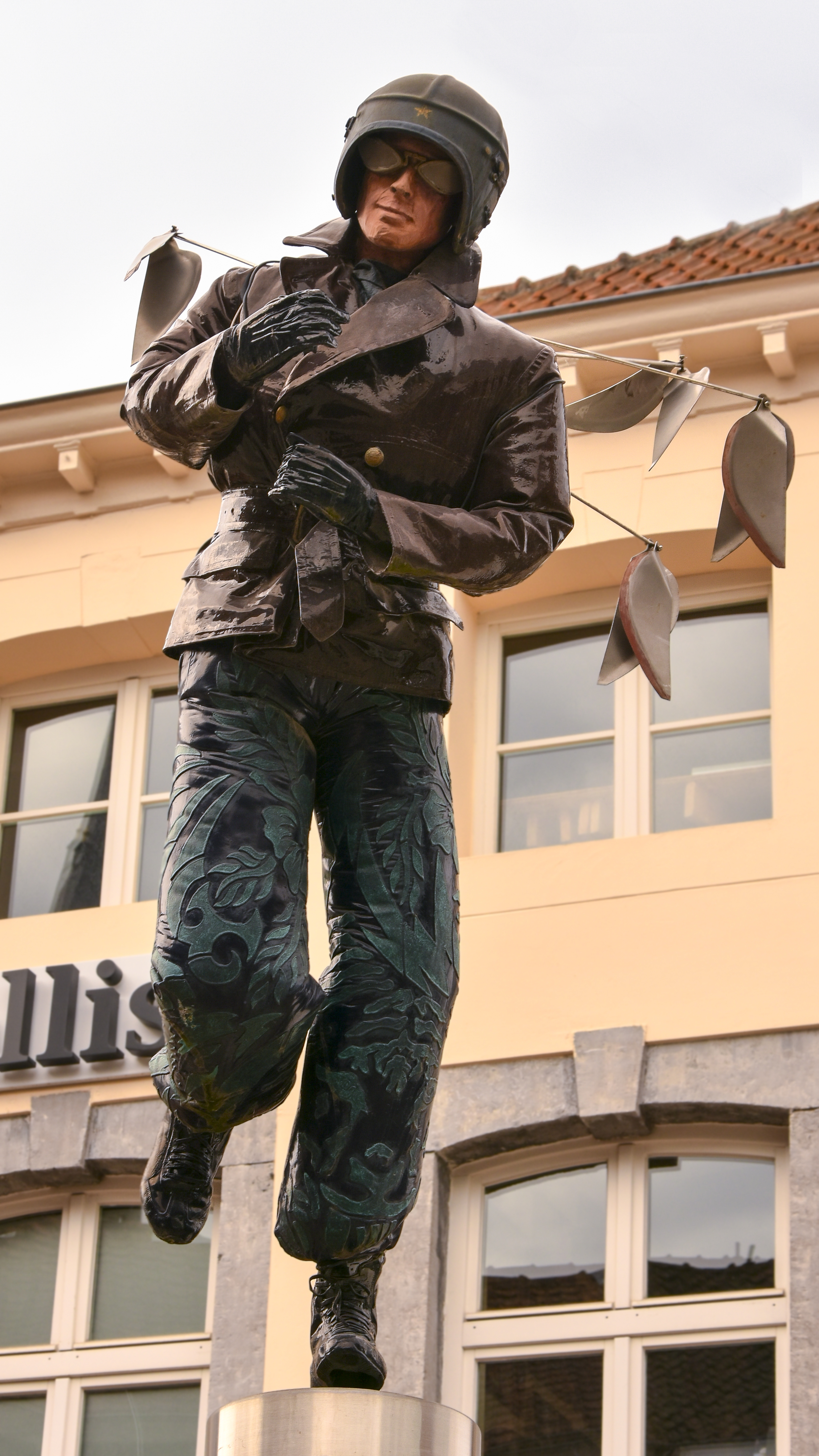
Batopillo au Botermarkt de Hasselt en 2018.

## Hommages et distinctions
En 2025, le musée d’arts visuels contemporains, du film et de culture de l’image d'Anvers (M HKA) inaugure l’exposition « Panamarenko – Voyage vers les étoiles », dédiée à la fascination de l’artiste pour le cosmos.
Les distinctions suivantes lui ont été attribuées :
- Docteur honoris causa de l'université de Hasselt en 2010[7];
- Docteur honoris causa de l'université de Mons en 2014 ;
- Satrape du Collège de Pataphysique en 2009.

## Œuvres et inventions
- Les Drôles de machine de Panamarenko